# 兴化乡 (两当县)
兴化乡，是中华人民共和国甘肃省陇南市两当县下辖的一个乡镇级行政单位。

## 行政区划
兴化乡下辖以下地区：
普陀村、红庙村、柳树村、红京村、潘家村、槐树村、树林村、文家沟村、李家山村和化垭村。